# Laportea
Han (Laportea) là chi thực vật có hoa trong họ Tầm ma.

## Các loài
Chi này gồm các loài:
- Laportea aestuans (L.) Chew
- Laportea alatipes Hook.f.
- Laportea amberana (Baker) Leandri
- Laportea bulbifera (Siebold & Zucc.) Wedd.: Mán cầu hành, mán phù, han phù.
- Laportea canadensis (L.) Wedd.
- Laportea cuneata (A. Rich.) Chew
- Laportea cuspidata (Wedd.) Friis
- Laportea disepala (Wedd.) Chew: Mán lá dài, mán hai lá đài, han lá dài.
- Laportea floribunda (Baker) Leandri
- Laportea fujianensis C.J. Chen
- Laportea grossa (Wedd.) Chew
- Laportea humblotii (Baill.) Friis
- Laportea interrupta (L.) Chew: Mán, han, cây ngứa.
- Laportea lanceolata (Engl.) Chew
- Laportea medogensis C.J. Chen
- Laportea mooreana (Hiern) Chew
- Laportea oligoloba (Baker) Friis
- Laportea ovalifolia (Schumach. & Thonn.) Chew
- Laportea peduncularis (Wedd.) Chew
- Laportea perrieri Leandri
- Laportea platycarpa (Wedd.) Wedd.
- Laportea ruderalis (G. Forst.) Chew
- Laportea septentrionalis Leandri
- Laportea violacea Gagnep.: Mán tía, mán tím, han đỏ, mán lình.
- Laportea weddellii Leandri